# IV. Marineflakbrigade
Die IV. Marineflakbrigade, auch IV. Marine-Flak-Brigade, war ein Großverband in Brigadestärke der Marine im Zweiten Weltkrieg.

## Geschichte
Die IV. Marineflakbrigade wurde in Lorient in der Bretagne (Frankreich) im April 1943 aus dem 20. Marine-Flak-Regiment, welches seit August 1941 dort stationiert war, aufgestellt. Die Brigade war zunächst, wie auch das 20. Marine-Flak-Regiment vorher, dem Seekommandanten Bretagne unterstellt, später dem Seekommandanten Lorient.
Die Brigade ergab sich zusammen mit der restlichen Besatzung der Festung Lorient am 10. Mai 1945 den Alliierten, 2 Tage nach Kriegsende.

## Gliederung
- Marineflakabteilung 704
- Marineflakabteilung 708
- Marineflakabteilung 806
- Marineflakabteilung 817 (für die Brigade neu aufgestellt)
- Marineflakabteilung 818 (für die Brigade neu aufgestellt)
- 3. Marinenebelabteilung, von der III. Marineflakbrigade

## Kommandeure
- Kapitän zur See Wilhelm von Harnier Freiherr von Regendorf, ehemaliger Kommandeur des 20. Marine-Flak-Regiments: von der Aufstellung bis September 1943
- Kapitän zur See M.A. Dr. Max Grotewahl, Polarforscher und ehemaliger Kommandeur des 20. Marine-Flak-Regiments: von September 1943 bis Kriegsende